# 일로초등학교
일로초등학교는 대한민국 전라남도 무안군 일로읍 월암리에 있는 공립 초등학교다.

## 학교 연혁
- 1922년 11월 25일 일로공립보통학교 개교(설립인가 10월 28일)
- 1938년 4월 1일 일로북공립심상소학교로 명칭 변경
- 1941년 4월 1일 일로북공립국민학교로 명칭 변경
- 1972년 3월 1일 특수학급 개설
- 1979년 3월 1일 병설유치원 개원
- 1994년 9월 1일 청망분교장 편입
- 1996년 3월 1일 일로초등학교로 개칭
- 1996년 9월 1일 죽산분교장 편입
- 1998년 3월 1일 지감분교장 편입
- 1999년 9월 1일 지감분교장 통폐합
- 2010년 2월 28일 죽산분교장 통폐합
- 2021년 2월 28일 제97회 졸업(본교28명, 분교2명)
- 2022년 3월 1일 제38대 김미숙 교장 부임

## 참고 자료
- 일로초등학교 - 한국교육학술정보원 학교알리미